# 60 Гидры
60 Гидры (лат. 60 Hydrae), HD 132851 — тройная звезда в созвездии Гидры на расстоянии приблизительно 302 световых лет (около 92,6 парсек) от Солнца. Видимая звёздная величина звезды — +5,829m.

## Характеристики
Первый компонент — белая звезда спектрального класса A4IV, или A5, или B9,5V. Масса — около 2,27 солнечной, радиус — около 3,026 солнечного, светимость — около 48,764 солнечной. Эффективная температура — около 9738 K.
Второй компонент — красный карлик спектрального класса M. Масса — около 169,78 юпитерианской (0,1621 солнечной). Удалён в среднем на 1,966 а.е..